# 2023年香港選舉改革
| 2019年區議會選舉（479席） - 民選議席（452） - 當然議席（鄉事委員會主席、27） | 2023年區議會選舉（470席） - 民選議席（88） - 當然議席（鄉事委員會主席、27） - 地區委員會界別（176） - 委任議席（179） |

區議會組成方法

2023年香港選舉改革，正式名稱是《完善地區治理建議方案》，是香港特別行政區政府2023年5月2日就區議會提出的改革。當中由直选产生的席位大幅削减至少於兩成，而四成席位改由间接选举产生，餘下四成由行政長官委任。行政長官李家超表示是為了「维护国家安全，落实爱国者治港原则，防止反中亂港和鼓吹港獨人士继香港修例風波，並于2019年选举中得压倒性胜利而操纵癱瘓香港社會」，故有關改革是必要的。第七屆香港立法會於2023年7月6日三讀，以全票通過修訂草案，再於三日後刊憲生效。

## 背景
2019年行政长官林鄭月娥推动《逃犯条例修訂草案》，引发大规模抗议，演变成警察与抗议者之间的暴力冲突。同年11月，民主派出乎意料在第6届区议会选举中得胜，控制接近九成席位和18个區議會中17个，被视为对抗议活动的變相公投。  
2020年6月之前，民主派在區議會中提出多個議案，要求跟進反修例運動的當局行為，譴責警方所使用的暴力，以示支持整個示威浪潮，被中共及特區政府認定是分裂國家，宣揚港獨，以此為據制定港區國安法，更在2021年修改宣誓及聲明條例（香港法例第101章），要求區議員宣誓效忠特區和基本法。法案通过前，数十名区议员因反對有關規定而辞职明志。 2021年7月傳聞称政府计划禁止民主派议员宣誓甚至追回自上任以來的酬金及津貼，超过260名议员因而辞职，另外8人因被拘留或因违反国家安全等各种案件或离开香港而被免职，民主派失去其中數個區會主導權。其後全港區議員分批完成宣誓，49名议员因宣誓无效而免職。總結而言，超过七成席位出缺，部分區議會更因人數不足而停擺，當局則以專注抗疫為由，一直没有进行补选。
2021年5月第十三届全国人民代表大会启动選舉制度改革，完善行政长官和立法会选举制度。修改後亲北京阵营在2021年12月立法会选举中赢得90个席位中的89个，並在2022年5月完成無競爭的行政长官选举，由警察出身的李家超接替放棄連任的林鄭月娥出任香港第六屆行政長官。
《星島日報》2023年2月报道称，港澳办主任夏宝龙在深圳会见香港代表团后，同意對区议会進行重大改革。直选席位将大幅减少至三分之一，其余三分之二将由间接选举或任命产生。选举方式也将从单席单票制改为双席单票制。 
行政长官李家超5月2日公布改革方案，将區议会聚焦民生議題去政治化，维护国家安全，确保爱国者治港，防止暴力分子操控癱瘓议会。他否认改革是倒退，只是以往「行錯路」，表示改革後區議會更具代表性。 2023年7月6日，第七屆立法會三讀通過《2023年區議會修訂條例草案》，在出席的89人中，88票贊成、無人反對或棄權。2023年7月10日，《2023年區議會修訂條例草案》刊憲生效。

## 内容
行政长官李家超表示区议会改革方案以国家安全为首要任務和忠实贯彻一国两制为指导，確保爱国者治港和行政主导原则：
- 指定公務員的民政事務專員出任區議會主席，並賦予其指導區議會工作的權力，同時取消區議員互選區議會主席安排，不再設立區議會副主席一職；
- 改變區議會組成，改由委任、地區委員會界別選舉、地方選區選舉和當然議員產生區議員；當中委任179席、地區委員會界別176席及地方直選88席，分別佔議員數目約40%、40%及20%，另外保留新界區27個鄉事委員會主席擔任的當然議員席位，議席總數定為470席與原有479席相若。
- 地區委員會界別選舉由當區的分區委員會、地區撲滅罪行委員會及地區消防安全委員會（俗稱地區三會）委員，以全票制方式選出，候選人容許出自非地區三會人士。
- 地方直選88席，18區由原有452個單議席選區改劃為44個雙議席選區，並且採用雙議席單票制，選民投下一名候選人，由取得最多選票的兩名候選人當選。候選人除了得到當區50個選民提名外，更需要由地區三會各自取得三個提名，方可報名。
- 區議會引入資格審查機制，由政務司司長擔任區議會資格審查委員會主席，確保所有選舉候選人及委任和當然議員都擁護中華人民共和國香港特別行政區基本法、效忠中華人民共和國香港特別行政區（擁護《基本法》、效忠特區）
- 區議會引入區議員履職監察機制，當區議會主席在獲得同區3名區議員聯署或經當區區議會會議動議通過下，轉介民政及青年事務局局長委任1名獨立人士及4名非當區區議員組成監察委員會調查，根據事情嚴重程度向民青局長建議是否作出包括勸喻、警告、罰款、暫停職務及按比例扣起酬金津貼等懲處。

## 反应

### 學者
香港中文大學政治学者馬嶽批评當中少於兩成直选议席比例是“倒退”，将区议会从管理地方事务的民选议会转变为政府任命的咨询委员会，反映民意的空間狹小。 
中华港澳研究会顾问劉兆佳表示，北京允许部分民选席位，是希望争取民选支持改革，为民主派留出空间，促使民主派转型为“爱国者”参加选举。他亦驳斥有关改革方案“倒退”的说法，认为区议会只是辅助行政机关，不应被视为香港民主发展的渠道。

### 建制派
亲政府阵营一致支持新计划。民主建港協進聯盟表示，改革有助維護国家安全和爱国者治港，以多渠道吸纳不同背景专业人士出任区议员。香港工會聯合會同意新安排确保各界均衡参与。香港經濟民生聯盟表示，改革恢复区议会咨询性質，更专注于解决民生问题。 

### 中间派
新思維主席、立法會議員狄志遠表示，無論政治環境如何、選舉制度如何，有空間就應該積極爭取、寸土必爭。新思維會積極參與區議會選舉，希望在選舉中角色、對社會有承擔，但明白黨的力量有限，本次挑戰不容易。

### 民主派
民主派方面，民主党主席羅健熙表示，区议会的民主元素和功能将会减少，他的政党将难以获得提名，因政府控制“三委”。 
民协副主席、深水埗區議會议员李庭豐批评由民政事務專員擔任區議會主席是行政主导管治过渡為小特首。 

### 政府
2023年10月，有記者問及部分非建制派或民主派人士指未能取得提名，特首李家超出席行政會議前見記者時表示區議會選舉是「公平公正公開」，指未能取得足夠提名的參選者要「研究自己點解出問題喇」，並要繼續努力，形容「票係唔會垂手可得」。他同時指提名人有責任檢視有意參選的人士是否符合「愛國愛港」、真誠擁護《基本法》，及效忠香港特區等要求。